# IC 676
IC 676 ist eine linsenförmige Galaxie vom Hubble-Typ SB0-a im Sternbild Löwe auf der Ekliptik. Sie ist schätzungsweise 59 Millionen Lichtjahre von der Milchstraße entfernt.
Das Objekt wurde am 8. April 1891 von dem US-amerikanischen Astronomen Edward D. Swift entdeckt.